# Università di Liegi
L'Università di Liegi (in francese Université de Liège), abbreviata ULiège, è un'università pubblica belga, situata a Liegi e fondata nel 1817 da Guglielmo I dei Paesi Bassi quando vennero fondate anche l'università statale di Lovanio (poi soppressa nel 1835) e l'università di Gand. Tra il 2004 e il 2009, alcuni istituti di insegnamento superiore situati a Liegi e a Gembloux vengono accorpati all'università, aggiungendo nuove facoltà alle otto già esistenti.
L'università è composta da nove facoltà, una "scuola" e un istituto:
1. Facoltà di architettura
2. Facoltà di Legge e Scienze Politiche
3. Facoltà di Medicina
4. Facoltà di Medicina Veterinaria
5. Facoltà di Lettere e Filosofia
6. Facoltà di Psicologia e Scienze dell'Educazione
7. Facoltà di Scienze
8. Facoltà delle Scienze Agronomiche
9. Facoltà delle Scienze Applicate
10. Scuola di Gestione
11. Istituto di Scienze Umane e Sociali